# Antitype
Antitype is een geslacht nachtvlinders uit de familie van de Noctuidae.
De wetenschappelijke is afgeleid van het Griekse antitupos (iets dat terugkomt). Hiermee verwees Hübner naar overeenkomsten met een eerder beschreven geslacht, waarschijnlijk Polymixis.

## Soorten
- Antitype africana Berio, 1939
- Antitype armena (Eversmann, 1856)
- Antitype chi - Chi-uil (Linnaeus, 1758)
- Antitype chionodes Boursin, 1968
- Antitype jonis (Lederer, 1865)
- Antitype suda (Geyer, [1832])